# Schizobrachiella
Schizobrachiella is een mosdiertjesgeslacht uit de  familie van de Schizoporellidae en de orde Cheilostomatida.

## Soorten
- Schizobrachiella candida (Stimpson, 1854)
- Schizobrachiella convergens Harmer, 1957
- Schizobrachiella porosa (Verrill, 1879)
- Schizobrachiella sanguinea (Norman, 1868)
- Schizobrachiella stylifera Levinsen, 1886
- Schizobrachiella verrilli (Maturo & Schopf, 1968) = Amerikaans mosdiertje

Niet geaccepteerde soorten:
- Schizobrachiella convergeus → Schizobrachiella convergens Harmer, 1957
- Schizobrachiella subhexagona (Ortmann, 1890) → Woosukia subhexagona (Ortmann, 1890)